# ادواردو رامیرس وییامیسار
ادواردو رامیرس وییامیسار (به اسپانیایی: Eduardo Ramírez Villamizar؛ زادهٔ ۲۷ اوت ۱۹۲۳– درگذشت ۲۴ اوت ۲۰۰۴) یک هنرمند نقاش مجسمه‌ساز اهل کلمبیا بود که در سبک جنبش کانستراکتیویسم یا ساخت‌گرایی کار می‌کرد. او یکی مهمترین افراد در آمریکای لاتین و واردکننده این سبک به کلمبیا بود.
وی در پامپلونا، نورته د سانتاندر متولد شد و در آنجا با خانواده‌اش زندگی می‌کرد. پیش از سکونت در بوگوتا، در کوکوتا به مطالعه معماری در دانشگاه ملی کلمبیا پرداخت اما به آموختن نقاشی اکتفا کرد. پس از سفر به ماچو پیچو، در پرو از فرهنگ اینکاها الهام گرفت تا به هنر ساخت‌گرایی بپردازد. او در اوت ۲۰۰۴ در بوگوتا درگذشت.
وی نشان بویاکا توسط دولت کلمبیا و همچنین نشان فرانسیسکو دو میراندا توسط دولت ونزوئلا را دریافت کرده‌است. گوگل دودل که در تاریخ ۲۷ اوت ۲۰۱۹ منتشر شد، به او اختصاص داده شده‌است.